# Кетрин Џејнвеј
Кетрин Џејнвеј (енгл. Kathryn Janeway) је измишљени лик научно-фантастичног телевизијског серијала Звездане стазе: Војаџер. Позната је по дужности капетана међузвезданог брода Војаџер и касније адмирала Звездане флоте. Под њезиним командовањем Војаџер је прокрстарио 5 квадраната током 7 година и безбедно се вратио на Земљу, доневши много корисних информација о новим расама и планетарним системима, као и непријатељском савезу  Боргу.